# CKE Restaurants
CKE Restaurants Holdings, Inc. (um acrônimo de Carl Karcher Enterprises) é uma empresa americana de fast food e é a empresa-mãe das marcas Carl's Jr., Hardee's, Green Burrito e Red Burrito. A CKE Restaurants está sediada em Franklin, Tennessee.
Em outubro de 2020, a CKE Restaurants operava ou franchisava estabelecimentos em 44 estados dos EUA e 43 países estrangeiros e territórios dos Estados Unidos.

## História
Fundada por Carl Karcher com o nome de Carl Karcher Enterprises, Inc. para reorganizar as operações da sua cadeia de fast food Carl's Jr., expandiu-se mais tarde através da aquisição de outras marcas.
Em 1997, comprou a cadeia Hardee's da Imasco. Entre 1996 e 1999, detinha o controle da Rally's e, entre 1996 e 2001, também da Taco Bueno.
Em 2002, com a aquisição do Santa Barbara Restaurant Group, a CKE assumiu o controle das cadeias Green Burrito e La Salsa (revendidas em 2007).
Em 26 de fevereiro de 2010, a THL Partners concordou em adquirir a CKE Restaurants. No entanto, a CKE Restaurants foi, em vez disso, adquirida pela Columbia Lake Acquisition Holdings, uma afiliada da Apollo Management VII em julho de 2010, depois que a CKE aceitou uma oferta de aquisição de US$ 693,9 milhões da Apollo Global Management, encerrando o acordo de aquisição anterior com a THL Partners.
Em 20 de novembro de 2013, o Roark Capital Group adquiriu uma parte da CKE da Apollo Global Management por US$ 1,65 a US$ 1,75 bilhão.
Em 4 de março de 2016, a CKE Restaurants Holdings anunciou que consolidaria seus escritórios corporativos em St. Louis, Missouri, e Carpinteria, Califórnia, e os transferiria para Franklin, Tennessee. O escritório da CKE em Anaheim, Califórnia, permaneceu aberto até ser consolidado com a sede de Franklin em 2018, com a maioria dos empregos do escritório de Anaheim terceirizados para a Índia e as Filipinas.

### Arrecadação de fundos
A CKE realiza uma campanha anual de arrecadação de fundos Stars for Heroes na loja, solicitando doações dos clientes nos restaurantes Hardee's e Carl's Jr. para beneficiar os veteranos militares dos Estados Unidos e suas famílias. Desde o lançamento do programa em 2011, o Stars for Heroes arrecadou quase US$ 5 milhões em 2015.

## Co-branding

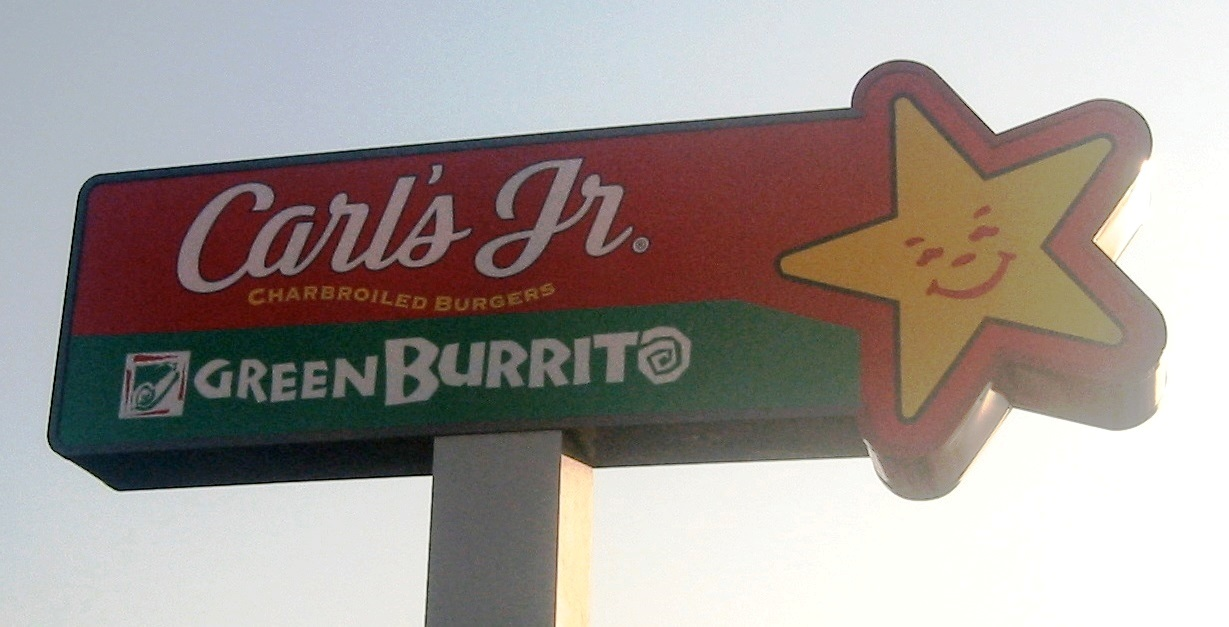
Co-branding Carl's Jr./Green Burrito

À semelhança do seu grande rival Yum! Brands, a CKE aplica a co-branding para tentar reduzir os custos de expansão, ou seja, duas marcas diferentes da mesma empresa estão frequentemente presentes no mesmo edifício.
Devido à semelhança entre os produtos Carl's Jr. e Hardee's e entre os produtos Green Burrito e Red Burrito, a empresa aplica uma política de subdivisão regional das suas cadeias, pelo que as combinações adotadas são as seguintes
- Carl's Jr./Green Burrito: presente no oeste dos Estados Unidos
- Hardee's/Red Burrito: presente no leste dos Estados Unidos

Os únicos Estados da União onde estão presentes os dois pares de cadeias são o Wyoming e o Oklahoma.